# Araraibo
Araraibo, jedna od grupa Chirianan Indijanaca nastanjenih u kišnoj šumi graničnog područja Brazila (država Amazonas) i Venezuele. Srodni su Xamatarima. Po vjeri šamanisti,  vjeruju u razne duhove, kao Pore koji u obliku majmuna luta šumama. Araraibo u svojim obredima, kao i plemena Surára, Tucano, Waiká i Piaroa koriste biljke epena (rod Virola) u kojima je pronađen vrlo snažni psihodelični triptamin 5-MeO-DMT, što je i jedan sastojak otrova žabe Bufo alvarius. 